# Herăști
Herăști est une commune roumaine située dans le județ de Giurgiu.